# Juliette Gordon Low
Juliette Gordon Low, född 1860, död 1927, var en amerikansk aktivist. Hon grundade flickscouterna i USA. 
Hon är inkluderad i National Women's Hall of Fame. 